# Вурцельбауэр (лунный кратер)
Кратер Вурцельбауэр (лат. Wurzelbauer) — останки древнего большого ударного кратера в юго-западной материковой части видимой стороны Луны. Название присвоено в честь немецкого астронома Иоганна Филиппа Вурцельбауэра (1651—1725) и утверждено Международным астрономическим союзом в 1935 г. Образование кратера относится к донектарскому периоду.

## Описание кратера

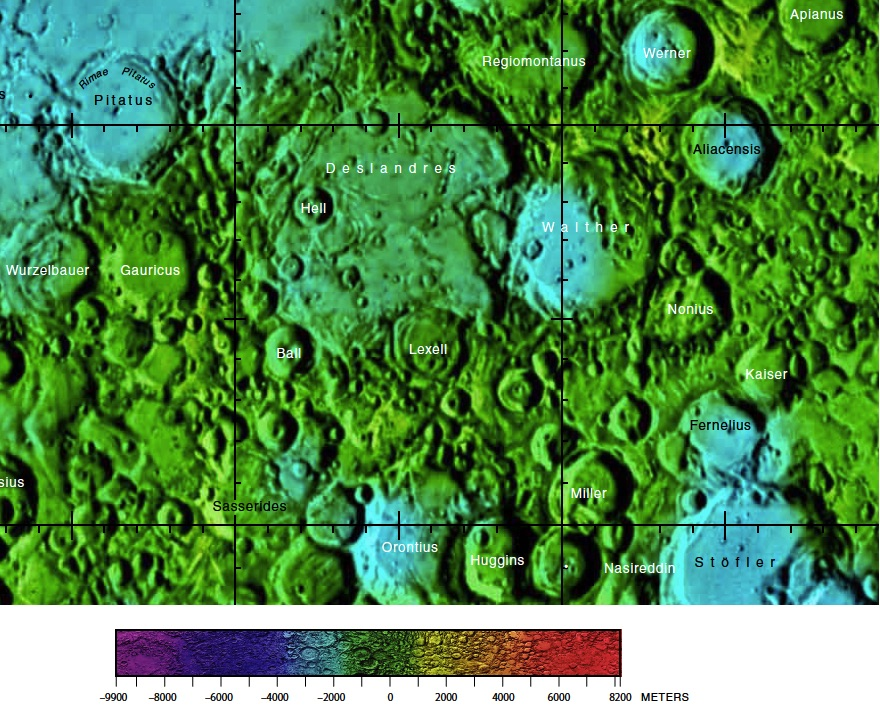
Окрестности кратера Вурцельбауэр. Фрагмент карты видимой стороны Луны.

Ближайшими соседями кратера являются кратер Чекко Д'Асколи на западе; кратер Вейс на северо-западе; кратер Гесиод на севере, кратер Питат на северо-востоке, кратер Гаурико на востоке и кратер Хейнзиус на юге-юго-западе. На западе от кратера располагается Болото Эпидемий, на северо-западе борозда Гесиода и уступ Меркатора, на севере Море Облаков. Селенографические координаты центра кратера 34°02′ ю. ш. 16°04′ з. д. / 34,04° ю. ш. 16,06° з. д., диаметр 86,8 км, глубина 2,77 км.
Кратер сильно разрушен, вал кратера превратился в невысокий кольцевой хребет. Северо-восточная и юго-восточная части валы перекрыты группами кратеров, северная часть вала – цепочкой кратеров. Объем кратера составляет приблизительно 7400 км³. Дно чаши кратера более ровное в восточной части и пересеченное в западной, имеет разветвленную систему невысоких хребтов и несколько борозд. Западная кромка чаши отмечена участком луча от кратера Тихо расположенного на юге-юго-востоке. Вероятно что в чаше находятся останки другого кратера, диаметром в ¾ от диаметра кратера Вурцельбауэр.
Некоторые астрономы сообщают о наблюдении в чаше кратера Вурцельбауэр парейдолической иллюзии в виде лица.

## Сателлитные кратеры
| Вурцельбауэр | Координаты                                            | Диаметр, км |
| ------------ | ----------------------------------------------------- | ----------- |
| A            | 35°46′ ю. ш. 15°25′ з. д. / 35,76° ю. ш. 15,42° з. д. | 16,3        |
| B            | 34°55′ ю. ш. 14°32′ з. д. / 34,91° ю. ш. 14,54° з. д. | 23,9        |
| C            | 35°02′ ю. ш. 15°06′ з. д. / 35,04° ю. ш. 15,1° з. д.  | 9,6         |
| D            | 36°22′ ю. ш. 17°42′ з. д. / 36,36° ю. ш. 17,7° з. д.  | 38,8        |
| E            | 35°42′ ю. ш. 17°14′ з. д. / 35,7° ю. ш. 17,24° з. д.  | 10,7        |
| F            | 35°57′ ю. ш. 18°15′ з. д. / 35,95° ю. ш. 18,25° з. д. | 9,0         |
| G            | 34°37′ ю. ш. 18°38′ з. д. / 34,62° ю. ш. 18,63° з. д. | 10,7        |
| H            | 35°18′ ю. ш. 17°17′ з. д. / 35,3° ю. ш. 17,29° з. д.  | 6,0         |
| L            | 34°52′ ю. ш. 17°53′ з. д. / 34,87° ю. ш. 17,89° з. д. | 7,3         |
| M            | 32°08′ ю. ш. 16°04′ з. д. / 32,14° ю. ш. 16,06° з. д. | 4,3         |
| N            | 32°35′ ю. ш. 14°55′ з. д. / 32,58° ю. ш. 14,92° з. д. | 11,4        |
| O            | 35°55′ ю. ш. 14°40′ з. д. / 35,91° ю. ш. 14,66° з. д. | 7,8         |
| P            | 35°08′ ю. ш. 14°17′ з. д. / 35,14° ю. ш. 14,28° з. д. | 8,8         |
| S            | 37°31′ ю. ш. 19°19′ з. д. / 37,52° ю. ш. 19,32° з. д. | 11,7        |
| W            | 32°46′ ю. ш. 15°12′ з. д. / 32,76° ю. ш. 15,2° з. д.  | 7,3         |
| X            | 33°40′ ю. ш. 14°28′ з. д. / 33,67° ю. ш. 14,46° з. д. | 6,5         |
| Y            | 33°08′ ю. ш. 17°41′ з. д. / 33,13° ю. ш. 17,68° з. д. | 8,9         |
| Z            | 32°14′ ю. ш. 14°56′ з. д. / 32,23° ю. ш. 14,94° з. д. | 13,8        |

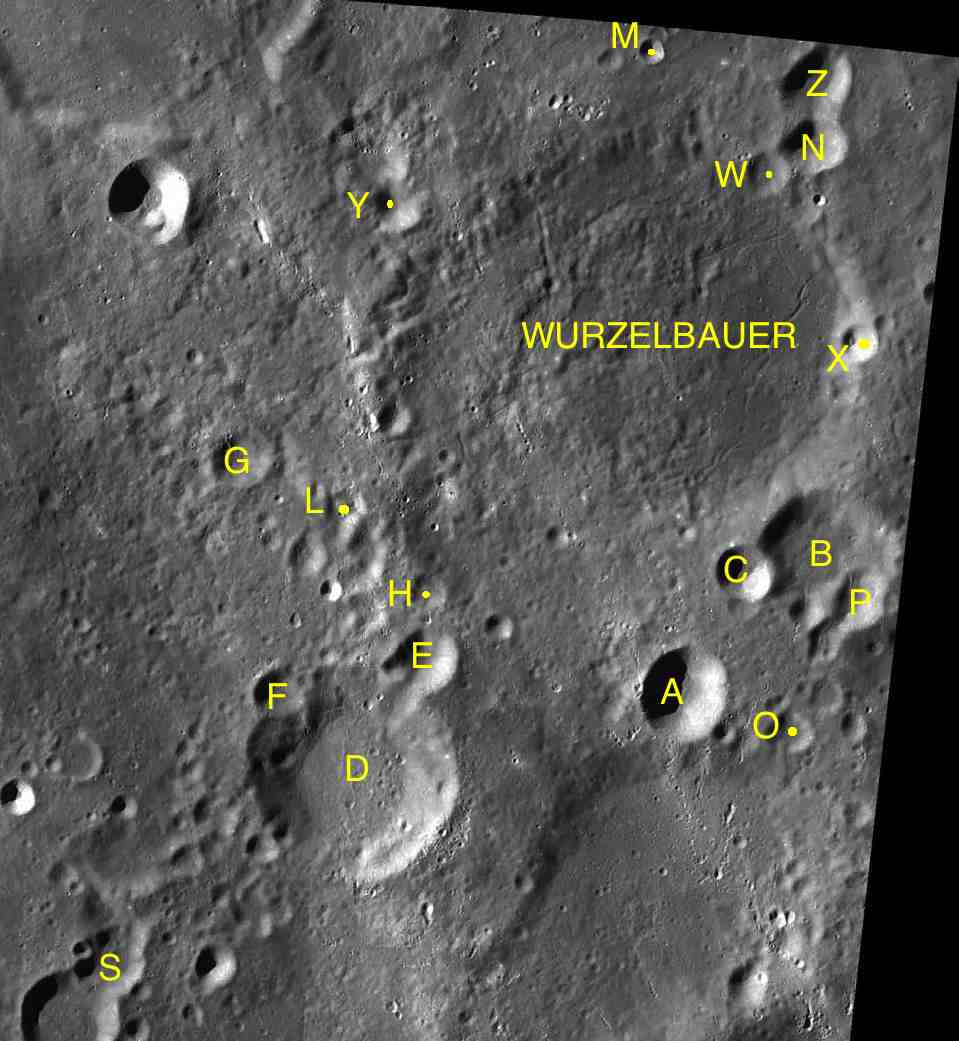
Фрагмент карты LAC-111.

- Образование сателлитного кратера Вурцельбауэр D относится к нектарскому периоду[1].